# توماس بينتون كولي
توماس بينتون كولي (بالإنجليزية: Thomas Benton Cooley)‏ هو أستاذ جامعي أمريكي، ولد في 23 يونيو 1871 في آن آربر في الولايات المتحدة، وتوفي في 13 أكتوبر 1945 في بانجور في الولايات المتحدة.